# 過食
過食（かしょく、Overeating、食べ過ぎ）とは、臓器が必要とする以上のエネルギーを、生物が過度に摂取すること。体重増加や肥満をまねく。
またビンジ・イーティング（Binge eating）、ドカ食い、むちゃ食いとは無秩序な摂食パターンの一つであり、コントロール不能な摂食エピソードに特徴づけられる。これは摂食障害で一般的であり、それには神経性大食症とむちゃ食い障害（過食性障害,ビンジ・イーティング障害）が含まれる。また、食物を多く扱うことから、キッチンイーターとも呼ばれる。ビンジ・イーティングにおいては、当人は限度を超えた量の食物を急速に消費する。ビンジ・イーティングの診断においてはセルフコントロール喪失感が要素となる。
リスク
窒息によって死ぬ場合もある。
栄養障害 - 一部の栄養素は摂取量によっては害になる。

## 過食症
ストレスなどにより過食してしまう症状。1959年6月に Albert J. Stunkard 医学博士が著した『Eating patterns and obesity』という論文が初めて報告した。Polyphagiaもしくは hyperphagiaと呼ばれ、ICD-10分類ではR63.2に分類される。
食欲亢進が見られる原因としては、ストレスのほか、糖尿病、バセドウ病、クライン・レビン症候群など他の病気の症状として現れる場合がある。